# Mike Dunleavy
Michael James (Mike) Dunleavy (Scranton, 5 mei 1961) is een Amerikaanse politicus van de Republikeinse Partij. Sinds december 2018 is hij de gouverneur van de Amerikaanse staat Alaska.

## Biografie
Dunleavy werd geboren in Pennsylvania. Daar studeerde hij geschiedenis aan de Misericordia University in Dallas en behaalde in 1983 zijn bachelor. Nog datzelfde jaar vertrok hij naar Alaska op zoek naar nieuwe uitdagingen. Zijn eerste baantje vond hij er in de houtkap op Prins van Wales-eiland. Tussen 1986 en 1991 studeerde Dunleavy onderwijs aan de Universiteit van Alaska in Fairbanks, waar hij een lerarencertificaat en vervolgens een masterdiploma behaalde. Aansluitend was hij gedurende vele jaren werkzaam als leerkracht, rector en superintendent in de Northwest Arctic Borough.
In 2004 verhuisde Dunleavy met zijn gezin naar Wasilla, waar hij aan een aantal projecten werkte om het onderwijs te verbeteren. Zo zette hij zich bijvoorbeeld in om excellente leerkrachten aan te werven en voor Alaska te behouden. Ook was hij twee jaar bestuursvoorzitter van de Matanuska-Susitna Borough School.
Zijn eerste stappen in de politiek zette Dunleavy in 2012, toen hij werd verkozen in de Senaat van Alaska. Hij trad aan in januari 2013 en werd in 2014 herkozen. In totaal was hij vijf jaar senator, tot hij in 2018 terugtrad om zich op zijn campagne voor het gouverneurschap te concentreren.

### Gouverneur
In 2017 stelde Dunleavy zich verkiesbaar voor de gouverneursverkiezingen van 2018 in Alaska. Tijdens de campagne moest hij zijn kandidatuur wegens hartproblemen intrekken, maar later keerde hij alsnog terug in de race. Hij slaagde erin de Republikeinse voorverkiezing te winnen en moest het bij de algemene verkiezingen vervolgens opnemen tegen de Democraat Mark Begich. Met ruim 51% van de stemmen werd Dunleavy uiteindelijk verkozen tot gouverneur van Alaska.
Zijn inauguratie, op 3 december 2018, verliep niet geheel volgens plan. Als locatie voor de ceremonie had Dunleavy de hoofdstad Juneau gepasseerd en de voorkeur gegeven aan het boven de Noordpoolcirkel gelegen plaatsje Noorvik. Op de bewuste dag heersten er echter slechte weersomstandigheden, waardoor Dunleavy's vliegtuig noodgedwongen moest uitwijken naar Kotzebue. Een plan om Noorvik per sneeuwscooter alsnog te bereiken bleek niet haalbaar, waarna de inauguratie geïmproviseerd plaatsvond in de gymzaal van Kotzebue's middelbare school.